# Fort Benning
Fort Moore (antigo Fort Benning) é um posto do Exército dos Estados Unidos situado na fronteira entre Alabama e Geórgia, próximo a Columbus (Geórgia). 

## Visão geral
Fort Moore dá suporte a mais de 120.000 militares na ativa, membros das famílias, soldados da reserva, aposentados e funcionários civis diariamente. É uma plataforma de projeção de poder e possui a capacidade de enviar forças prontas para o combate por via aérea, ferroviária e rodoviária. É também a sede do United States Army Maneuver Center of Excellence, da United States Army Armor School, da United States Army Infantry School, do Western Hemisphere Institute for Security Cooperation (anteriormente conhecido como Escola das Américas), de elementos do 75th Ranger Regiment, da 1st Security Force Assistance Brigade e de outras unidades ali estacionadas.
Desde 1909, Fort Moore serviu como a "Casa da Infantaria". Em 2005, foi transformado no Centro de Excelência de Manobra, como resultado da decisão da 2005 Base Realignment and Closure Commission (BRAC) de consolidar uma série de escolas e instalações para criar vários "centros de excelência". Incluída nesta transformação estava a mudança da "Armor School" de Fort Knox para Fort Benning.

### Alteração do nome
Originalmente denominado em homenagem a Henry L. Benning, general de brigada do Exército dos Estados Confederados durante a Guerra Civil, era uma das dez instalações do Exército dos EUA nomeadas em homenagem a antigos generais confederados e que foram renomeadas em 11 de maio de 2023,  seguindo uma recomendação da Comissão de Nomenclatura que Fort Benning fosse renomeado para Fort Moore, em homenagem ao Tenente-General Hal Moore e sua esposa Julia Compton Moore, ambos enterrados no posto. Em 6 de outubro de 2022, o Secretário de Defesa Lloyd Austin aceitou a recomendação e determinou que a mudança de nome ocorresse até 1º de janeiro de 2024.  A cerimônia que renomeou oficialmente o Fort Benning como Fort Moore foi realizada em 11 de maio de 2023, dia em que o novo nome entrou em vigor.